# Le Défilé sauvage
Pour plus de détails, voir Fiche technique et Distribution.
Le Défilé sauvage (titre original : Black Horse Canyon) est un film américain réalisé par Jesse Hibbs, sorti en 1954.

## Synopsis
En Arizona, un magnifique cheval noir nommé Bandit (Outlaw dans la version originale) redevenu sauvage erre dans les plaines et délivre les chevaux retenus dans les enclos. Del Rockwell accompagné du jeune Ti envisage de le capturer pour monter son élevage. Dans un ranch voisin, Doc Spain et sa nièce Aldis, qui a marqué Bandit lorsqu'il n'était qu'un poulain, revendiquent sa propriété. Enfin, un troisième éleveur, Jennings, dont un des hommes qui tentait d'immobiliser Bandit a été piétiné à mort, est prêt à tuer l'animal qu'il estime indomptable et dangereux. Le shérif donne une semaine à Aldis pour capturer et dresser Bandit, faute de quoi Jennings sera libre de mettre sa menace à exécution. Malgré son désir de réussir seule sa chasse, Aldis doit se faire assister par Del et Ti.

## Fiche technique
- Titre original : Black Horse Canyon
- Titre français : Le Défilé sauvage
- Réalisation : Jesse Hibbs
- Scénario : Daniel Mainwaring et David Lang, d'après le roman The Wild Horse de Les Savage Jr.
- Musique : William Lava, Henry Mancini, Hans J. Salter, Frank Skinner et Herman Stein
- Production : John W. Rogers
- Société de production : Universal International Pictures
- Couleur : Technicolor
- Genre : western
- Durée : 81 minutes
- Date de sortie :
  - États-Unis : juin 1954

## Distribution
- Joel McCrea : Del Rockwell
- Mari Blanchard : Aldis Spain
- Race Gentry : Ti
- Murvyn Vye : Jennings
- Irving Bacon : Doc
- John Pickard : Duke
- Ewing Mitchell : le shérif
- Pilar Del Rey : Juanita